# Glaphyra chalybeella
Glaphyra chalybeella är en skalbaggsart som beskrevs av Holzschuh 2007. Glaphyra chalybeella ingår i släktet Glaphyra och familjen långhorningar. Inga underarter finns listade i Catalogue of Life.